# Сражение на Тотопотоми-Крик
Сражение на Тотопотоми-Крик (англ. The Battle of Totopotomoy Creek) оно же Сражение при Бефесда Черч, Крампс-Крик, Шейди-Гроув-Роуд или Хановертаун, произошло 28—30 мая 1864 года и было частью Оверлендской кампании Улисса Гранта в ходе американской гражданской войны.
Пока Грант не прекращал попытки обойти правый фланг армии Ли и втянуть его в сражение на открытой местности, сам генерал Ли искал возможность атаковать наступающий V корпус противника силами II-го корпуса генерала Джубала Эрли. Дивизии Роберта Родса и Стефана Рамсера сумели отбросить противника в Шейди-Гроув-Роуд, но наступление Рамсера было остановлено федеральной пехотой. Грант приказал остальным корпусам атаковать южан по всей линии, однако армия Конфедерации прочно окопалась за рекой Тотопотоми и только II корпус Хэнкока сумел перейти реку. После безрезультатного сражения федеральная армия продолжила движение на юго-восток, что привело к сражению при Колд-Харбор.

## Предыстория
После того как Грант не стал ввязываться в бой у Норт-Анны, он начал в очередной раз обходить правый фланг армии Ли. Он переместился на юго-восток на северный берег реки Памункей, надеясь найти удобное место для прорыва сквозь заслоны генерала Ли. 27 мая федеральная кавалерия заняла плацдарм на южном берегу реки у брода Хановертаун. Когда пехота перешла на правый берег, кавалерия ввязалась в бой у Хаус-Шоп (28 мая)
Армия Ли располагалась в траншеях за рекой Тотопотоми, и положение её было сложное. Ли хорошо представлял себе перемещение армии Гранта, но у него были проблемы со снабжением ввиду разрушения железной дороги, и численность его армии тоже была недостаточна. Ли попросил генерала Борегара передать ему 12 000 человек, который без большой пользы блокировали федерального генерала Батлера у Бермуда-Хандред. Борегар отказал, ссылаясь на опасность армии Батлера, и тогда Ли обратился к президенту Дэвису и в итоге Борегар послал ему дивизию Хоука — 7 000 человек.
29 мая армия Гранта направилась на юго-запад. Так как кавалерия оказалась занята на других участках, то Грант решил использовать пехоту для разведки. II корпус генерала Уинфилда Хэнкока двигался по дороге Ричмонд-Хановертаун. Выйдя к реке и обнаружив, что противник глубоко зарылся в землю, люди Хэнкока тоже начали рыть траншеи. V корпус Говернора Уоррена удлинил фронт Хэнкока слева. VI-й корпус Райта шёл на северо-запад, а корпус Бернсайда встал у Хаус-Шоп в качестве резерва. Кавалерия Шеридана находилась далеко в стороне, у Олд-Чёч.
Северовирджинская армия слева на право состояла из третьего корпуса генерала Хилла, дивизии Брекинриджа (только что пришедшей из Шенандоа), корпуса Ричарда Андерсона и корпуса Джубала Эрли. 29-го имели место только отдельные перестрелки. Сражение намечалось на берегах реки Тотопотоми, возле того места, где в 1862 году произошло сражение при Гэинс-Милл.

## Сражение

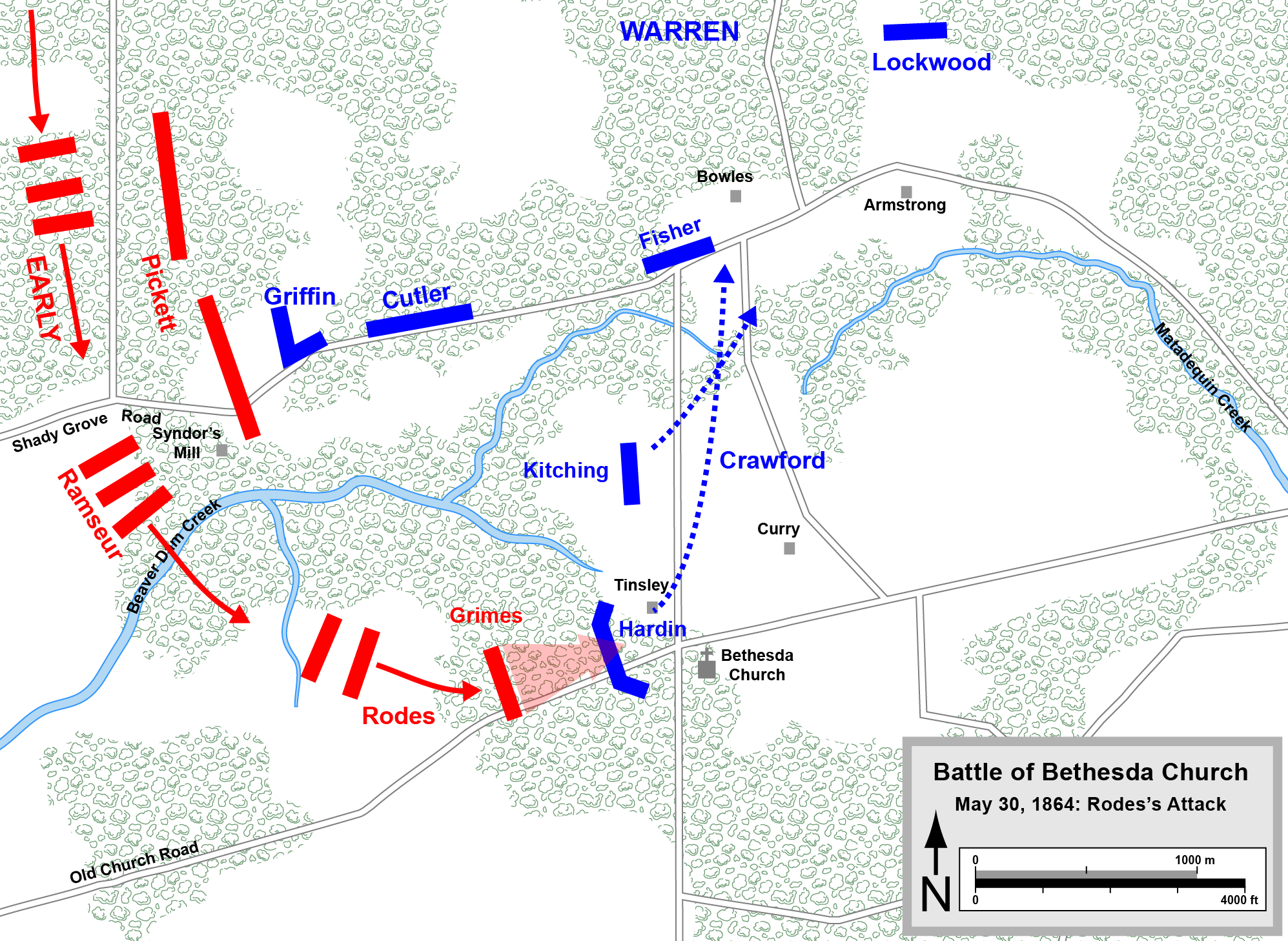
Атака дивизии Родса

30 мая Грант начал генеральное наступление. Федеральный корпус Райта отправился на юг к позициям корпуса Хилла, а корпус Хэнкока перешёл реку и атаковал позиции Брекинриджа. Корпус Уоррена атаковал с востока позиции Эрли. Передовые части Райта увязли в болотах у Крампс-Крик и задержали его наступление. Стрелки Хэнкока отбили у Брекинриджа несколько стрелковых ячеек, но дальше этого не продвинулись. Джордж Мид велел Бернсайду поддержать Хэнкока, но тот пришёл слишком поздно. На федеральном левом фланге корпус Уоррена перешёл Тотопотоми и начал двигаться на запад. Первым шла дивизия Гриффина, за ней — дивизии Кроуфорда и Каттлера.
Ли расценил эти манёвры как очередную попытку обхода своего правого фланга, поэтому приказал корпусу Эрли атаковать V-й федеральный корпус при поддержке корпуса Андерсона. Эрли решил послать дивизию Родса в обходной марш через Олд-Чёч-Роуд.
Меж тем V-й корпус неторопливо продвигался вперёд и Уоррен стал беспокоиться за свой левый фланг. Он приказал Кроуфорду сместиться к югу и возвести временные укрепления у Олд-Чёч-Роуд. Кроуфорд послал вперёд бригаду полковника Мартина Хардина, у солдат которого в этот день уже заканчивались сроки службы, а 13-й пенсильванский полк был уже готов к роспуску. Правее этого полка стоял большой, но малоопытный полк полковника Ховарда Китчинга. В полдень дивизия Родса вышла на бригаду Хардина и сразу опрокинула её. Из-за отступления Харди дрогнула вся дивизия Кроуфорда, открыв фланг всего V-го корпуса.
Однако, атака расстроила ряды дивизии Родса, который не решился в этой ситуации наступать дальше в тыл противника. остальные дивизии корпуса Эрли ещё находились в походной формации. Корпус Андерсона задерживался. Уоррен начал разворачивать свой корпус фронтом на юг. В 18:30 дивизия Стефана Рамсера (недавно повышенного до дивизионного командира) неосторожно атаковала позиции федеральных батарей. Атака была недостаточно хорошо продумана и Эрли с неохотой дал на неё своё согласие. Дивизия Гордона ещё разворачивалась и не успевала поддержать атаку. Дивизия Родса тоже была занята. В итоге атакующая бригада Томаса Туна сразу залегла под мощным огнём со своего левого фланга. Бригада Пеграма (под ком. Эдварда Уиллиса) мужественно бросилась вперёд под перекрёстным огнём и сумела подойти на 50 ярдов к позициям противника, но Уиллис получил смертельное ранение и бригада отступила.
В итоге атака Рамсера была отбита с большими потерями. Один из вирджинцев потом вспоминал: «Наша линия была стерта, как по волшебству. Все офицеры — полевые и штабные — оказались убиты за невероятно короткий промежуток времени.»
Мид приказал начать общую атаку, чтобы поддержать Уоррена, но ни один корпус не оказался готов к этому. И все же люди Уоррена сумели справиться с ситуацией без посторонней помощи. Неудача атаки Рамсера обескуражила Эрли и он велел своему корпусу отойти немного на запад. Он обвинял Андерсона в том, что тот не прибыл вовремя и тем испортил все дело, но солдаты винили Рамсера, который приказал атаковать, не проведя предварительной разведки.

## Последствия
Потери федеральной армии составили 731 человек (679 убито и ранено, 52 попало в плен), потери Юга — 1159 (811 убито и ранено, 348 попало в плен). Во время неудачной атаки Рамсера погиб полковник Эдвард Уиллис, в прошлом — штабной офицер Томаса Джексона. Погиб так же бригадный генерал Джеймс Террилл.
Между тем Ли узнал, что отряд в 16 000 человек под командованием Уильяма Смита, идёт к Гранту с востока и, если он удлинит левый фланг Гранта, то Северовирджинской армии будет нечего этому противопоставить — Ли нечем было удлинять свой собственный фланг. Поэтому Ли отправил кавалерию генерала Фицхью Ли к Колд-Харбору, чтобы занять там перекрёсток дорог.
31 мая корпус Хэнкока снова форсировал Тотопотоми-Крик, но не решился атаковать укрепления. Грант понял, что ситуация снова зашла в тупик позиционной войны и ночью того же дня начал перемещать свою армию дальше на восток, к Колд-Харбору. 1-го июня эти манёвры приведут к столкновению, известному как Сражение при Колд-Харбор.